# ShowBiz Pizza Place

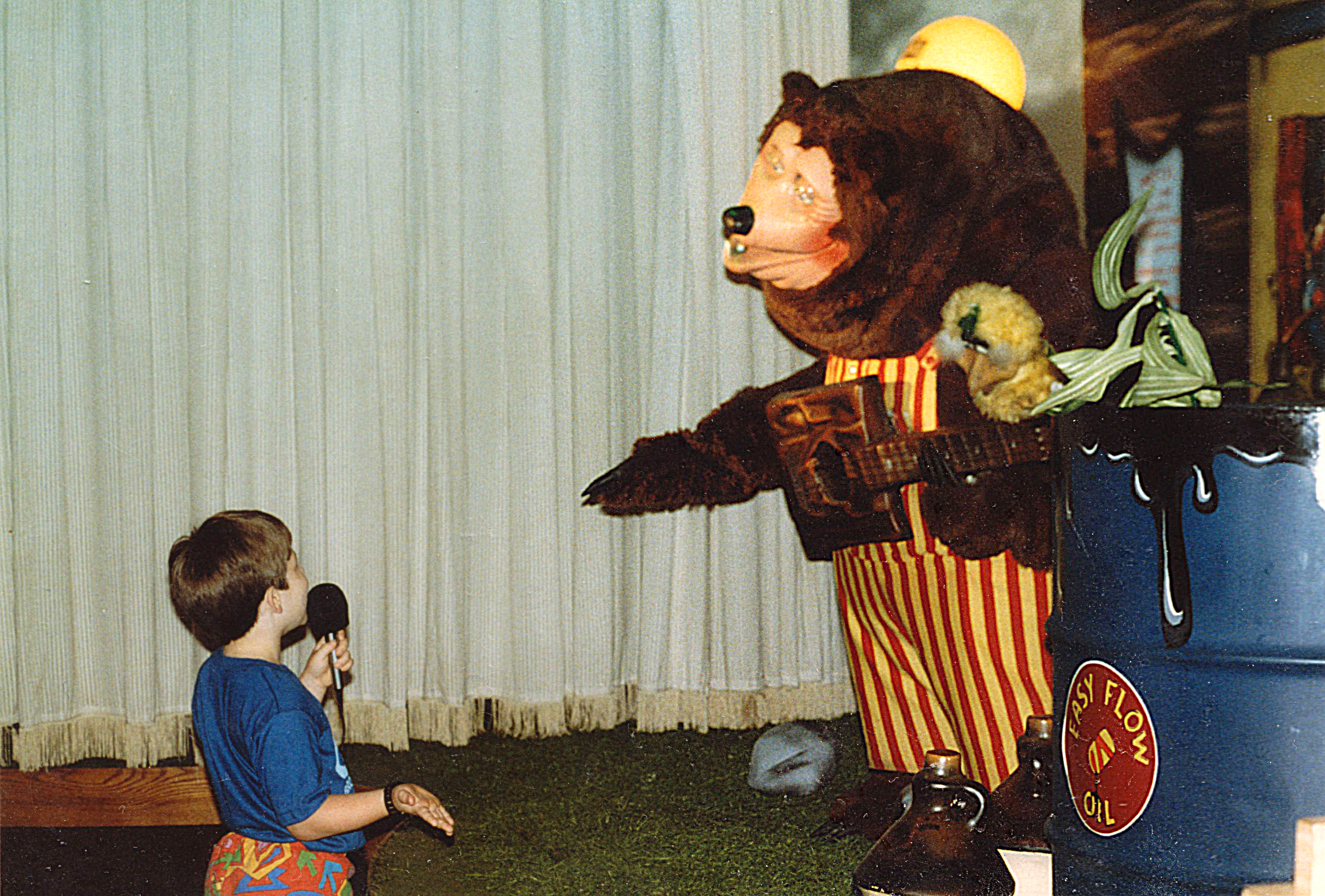
Uma criança falando com Billy Bob na ShowBiz Pizza em Fayetteville, Arkansas

ShowBiz Pizza Place, muitas vezes abreviado para ShowBiz Pizza, era uma rede americana de pizzarias e um centro de entretenimento familiar fundado em 1980 por Robert L. Brock e pela Creative Engineering. A marca surgiu após a separação entre Brock e a Pizza Time Theatre. Os restaurantes ShowBiz Pizza entretinham os clientes com uma grande seleção de jogos de fliperama, brinquedos que funcionam com moedas e shows animatrônicos como uma forma de fornecer um pacote completo de comida e entretenimento. Ambas as empresas se tornaram concorrentes e obtiveram sucesso inicial, em parte devido ao aumento da popularidade dos jogos de arcade durante o final dos anos 1970 e início dos anos 1980. O tipo de animatrônico usado na rede ShowBiz Pizza — que apresentava um urso vestido com macacão chamado Billy Bob como um de seus personagens centrais - o distinguia de seu rival, que oferecia muitos dos mesmos serviços. Após o pedido de falência do Pizza Time Theatre em 1984, no entanto, o ShowBiz comprou a franquia em dificuldades para resolver um antigo acordo judicial e formou o ShowBiz Pizza Time, uma combinação dos nomes das antigas empresas. Em 1992, todos os locais da ShowBiz Pizza foram rebatizados como Chuck E. Cheese's.

## História
O fundador da Atari, Nolan Bushnell, responsável por trazer o primeiro videogame amplamente conhecido Pong para o mercado, liderou um projeto em meados da década de 1970 para a Atari lançar o primeiro restaurante familiar voltado para o fliperama com animatrônicos controlados por computador. Em uma época em que os fliperamas eram populares em pistas de boliche e bares, Bushnell procurou aumentar a exposição dos fliperamas para um público mais jovem. Em 1977, a Atari abriu o primeiro restaurante o Chuck E. Cheese's Pizza Time Theatre em San José, Califórnia. O conceito se tornou um sucesso imediato e, após deixar a Atari em 1978, Bushnell comprou o restaurante, formando uma nova empresa sob o título Pizza Time Theatre Inc. Como Bushnell comercializou pesadamente a franquia Pizza Time na esperança de se expandir para novos mercados, o conceito começou a atrair clientes de alto perfil, como Robert L. Brock, mais conhecido por seu extenso portfólio nos hotéis Holiday Inn. Em 1979, Brock assinou um acordo de franquia multimilionário com a Pizza Time Theatre Inc. e esperava abrir até 280 lojas em 16 estados dos Estados Unidos. Pouco depois, Brock ficou preocupado em proteger seu investimento, notando empresas como a Creative Engineering, Inc.(CEI) no horizonte projetando animatrônicos mais avançados. Ele ficou preocupado com o surgimento de futuros concorrentes com tecnologia melhor. Bushnell garantiu anteriormente a Brock na assinatura do contrato de franquia que a tecnologia da empresa continuaria a evoluir. No entanto, antes da inauguração de seu primeiro local, Brock decidiu que queria cancelar o acordo com a Pizza Time e, em vez disso, formar uma parceria com a Creative Engineering. O primeiro ShowBiz Pizza Place foi inaugurado em Kansas City, Missouri, em 3 de março de 1980. Na época, Brock tinha bastante sucesso como um dos maiores franqueadores do sistema hoteleiro da Holiday Inn. Brock possuía 80% do ShowBiz Pizza Place, enquanto os outros 20% eram propriedade da Creative Engineering, a empresa responsável pela produção do show animatrônico da rede. Em setembro de 1981, a empresa tinha 48 lojas próprias e 42 franquias. Em 1982 o ShowBiz Pizza mudou sua sede para Irving, Texas.

### ShowBiz Pizza Time, Inc.
Em 1984, os ativos do Pizza Time Theatre foram comprados pelo ShowBiz. Como resultado da fusão, a empresa recém-formada foi nomeada para ShowBiz Pizza Time, Inc.- uma combinação dos nomes anteriores. No entanto, ambos os restaurantes continuaram operando como entidades separadas. Richard M. Frank ingressou na empresa como presidente e diretor de operações em 1985. Em 1986, foi nomeado presidente e diretor executivo da divisão de restaurantes. Com base na pesquisa do cliente, Frank instituiu uma série de mudanças para atrair crianças e pais mais jovens. As medidas específicas incluíram aumento da iluminação, um menu de comida redesenhado, serviço de mesas, uma seleção de passeios renovada e áreas distintas para crianças. No entanto, as relações entre o ShowBiz e a Creative Engineering começaram a se deteriorar. Aaron Fechter, fundador da Creative Engineering, diria mais tarde em 2008 que a precipitação foi devido a uma demanda do Showbiz para possuir o licenciamento da Creative Engineering e os direitos autorais do show animatrônico. Fechter diz que recusou, já que o Showbiz não ofereceu compensação monetária pelos direitos. Apesar da recusa, o controle criativo da Creative Engineering foi prejudicada, pois o ShowBiz tinha a capacidade de programar os personagens e replicar suas vozes, permitindo-lhes fazer alterações nas esquetes. O ShowBiz posteriormente devolveu os direitos de gravação para Fechter após a produção do Liberty Show (em comemoração ao centenário da Estátua da Liberdade em 1986), mas eles não devolveram os direitos de programação. Em 1990, ShowBiz Pizza Time tornou-se uma empresa pública com seu lançamento na bolsa de valores. No ano seguinte, cortou todos os laços com a Creative Engineering e começou a reestruturar as redes de restaurantes, todas as lojas do ShowBiz Pizza nos Estados Unidos foram renomeadas como Chuck E. Cheese's, encerrando efetivamente a marca "ShowBiz Pizza". Em 1992, a conversão foi concluída e o ShowBiz Pizza Time tornou-se conhecido como CEC Entertainment, Inc., em 1998 as ações foram transferidas da NASDAQ para a Bolsa de Valores de Nova Iorque. Em fevereiro de 2014, a empresa foi comprada pela Apollo Global Management por US $ 1,3 bilhão de dólares.